# Jean-Marc Fournier (prêtre)
Pour les articles homonymes, voir Fournier et Jean-Marc Fournier.
Jean-Marc Fournier, né le 21 janvier 1966, est un prêtre catholique, aumônier militaire et sapeur-pompier français. Aumônier en Afghanistan dans les années 2000 et héros du Bataclan en 2015, il est surtout connu pour avoir sauvé la Sainte Couronne d'épines lors de l'incendie de Notre-Dame de Paris, en avril 2019.

## Biographie
Jean-Marc Fournier est ordonné prêtre pour la Fraternité sacerdotale Saint-Pierre (FSSP) le 24 juin 1994 à Wigratzbad (Allemagne) et exerce d'abord son ministère en Allemagne, puis à Montmirail dans la Sarthe. En juin 2008, il est nommé conseiller du supérieur général de sa fraternité. Il est, par ailleurs, chevalier de l'ordre du Saint-Sépulcre.
Jean-Marc Fournier a célébré les obsèques du prince Philippe d'Araucanie en l'abbaye de Tourtoirac.

### Aumônerie militaire
Jean-Marc Fournier rejoint le diocèse aux armées françaises en 2004. En août 2008, il participe notamment à l'embuscade d'Uzbin, où il voit périr dix de ses compagnons, dans le cadre de la guerre d'Afghanistan. En 2011, il rejoint la brigade de sapeurs-pompiers de Paris (BSPP), dont il devient l'aumônier catholique. Depuis cette date, il est en poste à la caserne de Champerret (Paris 17e). 
Le 13 novembre 2015, il intervient au Bataclan — après avoir été présent pour Charlie Hebdo et à la libération de l'Hyper Casher — et participe à l'évacuation des blessés, alors que les tirs se poursuivent, puis prie devant les corps et donne l'absolution collective. Il témoigne : « dans la salle du Bataclan, il y avait des monceaux de corps. On pourrait s'y arrêter. Mais je préfère retenir ces corps enlacés des personnes qui se sont sacrifiées pour tenter de sauver ceux qu'elles aimaient. [...] On aura beau dire, l'amour ne passera pas. En sortant de la caserne, on se prend à penser que La petite Espérance de Péguy n'a pas tout à fait dit son dernier mot ». 
Le 15 avril 2019, la cathédrale Notre-Dame de Paris est victime d'un grave incendie. Lorsqu'il l'apprend, Jean-Marc Fournier se précipite « pour [se] mettre à disposition du commandement des opérations de secours et voir comment [il] peut apporter son aide ». Sur place, il insiste pour recevoir l'autorisation d'entrer dans la cathédrale avec ses collègues pompiers. Il pénètre alors dans la cathédrale en flammes, met à l'abri le Saint-Sacrement et participe, entre autres, au sauvetage de la chemise de Saint Louis et de la Sainte Couronne, qu'il dirige en tant que « conseiller technique ». Entre-temps, il bénit la cathédrale avec le Saint-Sacrement : « c'est un acte de foi. Je demande à Jésus – que je crois réellement présent dans ces hosties – de combattre les flammes et de préserver l'édifice dédié à sa mère. Cette bénédiction coïncide avec le début d'incendie dans la tour nord. Et en même temps son extinction ! Sans doute la Providence... ». Depuis cette date, l'aumônier bénéficie d'une réputation de héros. Le prêtre refuse toutefois ce qualificatif, jugeant n'avoir fait qu'exercer son devoir d'exemplarité.
En mai 2020, Jean-Marc Fournier est nommé directeur du Pèlerinage militaire international (PMI) de Lourdes par l'évêque aux Armées, Antoine de Romanet. En juin, c'est également Jean-Marc Fournier qui célèbre la messe d'envoi du pèlerinage de Chrétienté. Ce mois-ci, il devient par ailleurs le premier doyen du chapitre cathédral du diocèse aux armées françaises, fondé à la même date.
Il inspire à Jean-Jacques Annaud le personnage du padre Boulanger, interprété par Benoît Tachoires, dans le film Notre-Dame brûle.

## Distinctions
- Chevalier de l'ordre national du Mérite (2023)

- Officier de l'ordre des Arts et des Lettres (2024)
- Croix du combattant
- Médaille d'Outre-Mer
- Médaille de la Défense nationale, échelon or avec citation
- Médaille de la Défense nationale, échelon argent
- Médaille de la sécurité intérieure, échelon or[11]
- Médaille de reconnaissance de la Nation
- Médaille commémorative française
- Chevalier de l'Ordre du Saint-Sépulcre